# Den stjaalne Politibetjent
Den stjaalne Politibetjent er en dansk stum komediefilm fra 1910 produceret af Nordisk Films Kompagni. Filmens instruktør er ukendt. 
Filmen blev i engelsktalende lande distribueret som The Stolen Policeman.

## Handling
Kolonialgrosserer Svendsens unge datter har forelsket sig i gadens Adonis-agtige politibetjent, og ofte når hun sidder på den strenge faders kontor, der er opfyldt af alle slags sække og pakkasser, titter han ind til hende og forkorter hende tiden, men o vé! En aften overraskes de af papa og hjertetyven må gemme sig og han gemmer sig også, og det så godt, at han nær aldrig var blevet fundet igen.

## Medvirkende
- Victor Fabian
- Rigmor Jerichau
- Axel Boesen
- Christian Schrøder
- H.C. Nilsen
- Anton Seitzberg